# 翼齿兽科
翼齿兽科（学名：Harpyodidae）是白垩掠兽目下的一个科。

## 下属分类
本科包括以下属：
- Dysnoetodon Zhang, 1980
- 翼齿兽属 Harpyodus Qiu & Li, 1977